# マセラティ・3200GT
3200GTはイタリアのマセラティで開発され1998年から2001年まで生産された高級スポーツクーペ。

## 歴史
当時経営が悪化していたマセラティは1997年にフィアット傘下から往年のライバル、フェラーリ傘下に移り、経営から生産ラインまで見直された後の最初の車として3200GTが1998年に登場、世界中から注目を受けた。
デザインはギブリ、ボーラ、メラク等マセラティの名車をいくつも手掛けたジョルジェット・ジウジアーロが担当。かつてのファストバックスタイルを現代風に滑らかで落着いた曲面を持って蘇らせた。インテリアはマセラティのGTカーらしくスポーツクーペながらラグジュアリー性が高い。
『ブーメラン』とあだ名された特徴的なLEDテールランプは登場当時賛否両論だったが、デザインしたジウジアーロは当初楕円形のテールランプを提案するも「強い個性が欲しい」というマセラティ側からの強い要望を渋々飲む形でできあがったものである。ジウジアーロ本人はあまり気に入っていないと公言するも、結果的にこのテールランプが3200GT最大の特徴として認知された。だがマイナーチェンジ後のフェラーリ製自然吸気V8を搭載したマセラティ・クーペでは扇形のテールランプに変更された。
エンジンはマセラティ伝統の90°V8 DOHC 32バルブエンジンを搭載。排気量は名前の由来でもある3.2Lで、ツインターボ（ビトゥルボ）を搭載し、最高出力370HP/6250rpm、最大トルク50.0kgm/4500rpmを発する。
LEDテールランプでは光量が不足するためにアメリカ市場へは投入できず、次代マセラティ・クーペに後継を譲り2001年生産終了。なお3200GTはギブリが登場するまでは最後のターボモデルであり、3200GTまでがデトマソ製のエンジンであった。
日本での販売価格は1100-1150万円であった。